# 阿倍石行
阿倍 石行（あべ の いわゆき、生没年不詳）は、奈良時代の貴族。氏は安倍とも記される。官位は従五位下・豊後守。

## 経歴
光仁朝の宝亀9年（778年）従五位下・刑部少輔に叙任される。天応元年（781年）桓武天皇の即位後まもなく右少弁に任ぜられるが、翌天応2年（782年）正月に大宰少弐として地方官に転じ、2月には豊後守に遷った。

## 官歴
『続日本紀』による。
- 時期不詳：正六位上
- 宝亀9年（778年） 正月16日：従五位下。8月20日：刑部少輔
- 天応元年（781年） 5月25日：右少弁
- 天応2年（782年） 正月16日：大宰少弐。2月14日：豊後守